# Nicolas Lebègue
Nicolas Antoine Lebègue, auch Nicolas Antoine Le Bègue (* 1631 in Laon; † 6. Juli 1702 in Paris) war ein französischer Organist, Cembalist und Komponist. Er gehört zu den bedeutendsten und innovativsten Orgelmeistern der Ära Ludwigs XIV. und veröffentlichte auch zwei Bücher mit Cembalostücken.

## Leben

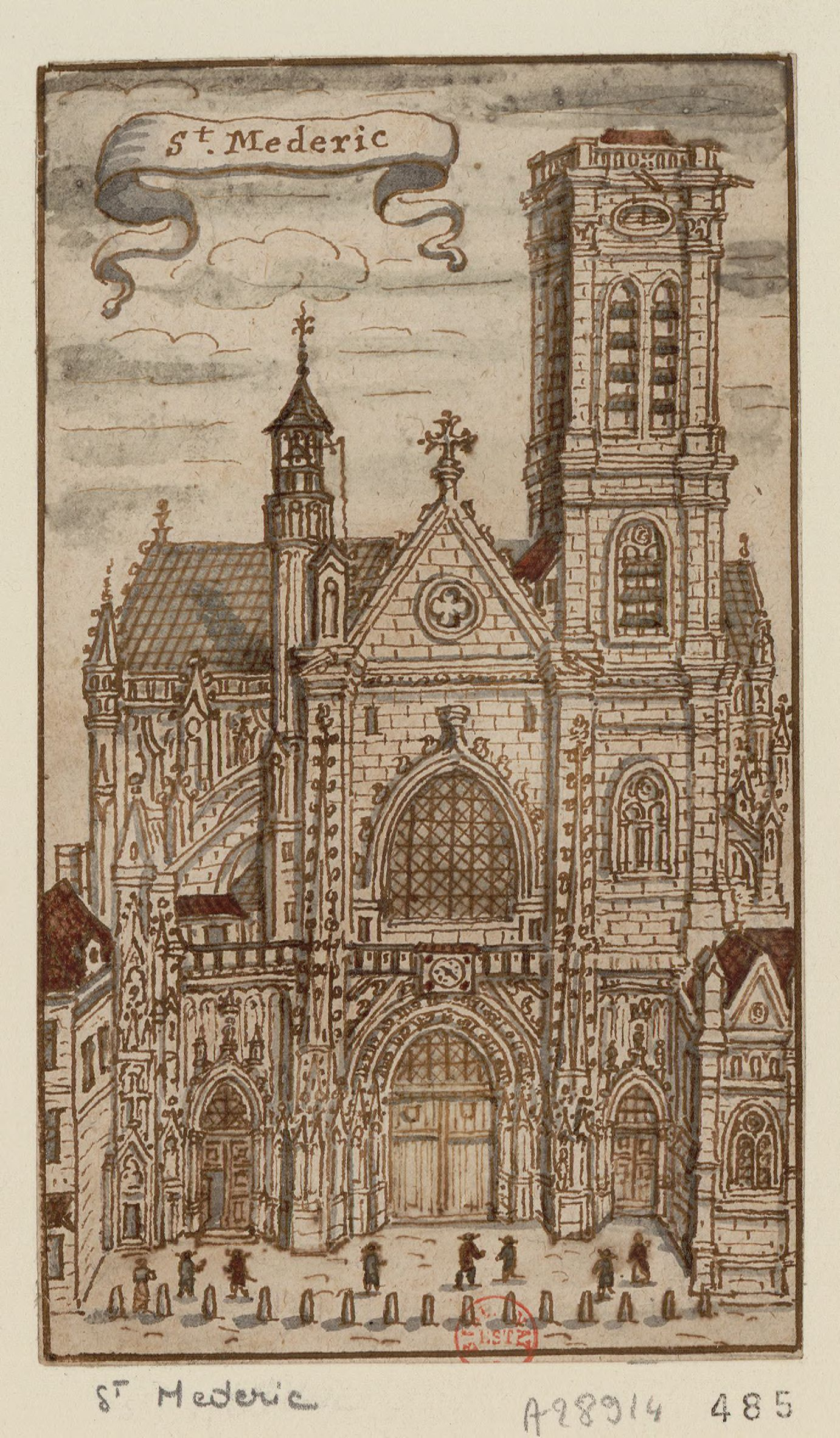
Die Kirche Saint-Merry, Paris, im 17. Jahrhundert

Nicolas Lebègue stammte aus einfachen Verhältnissen, sein Vater war Müller; über seine Mutter Marie Le Nain war er mit der bekannten Malerfamilie Le Nain verwandt. Wer seine Lehrer waren, ist nicht bekannt, allerdings hatte er einen Onkel Nicolas, der ebenfalls Musiker war ("maître joueur d'instrument"). Eine erste musikalische Unterweisung erhielt der kleine Nicolas in einer Singschule in Laon. Um die Mitte der 1650er-Jahre ging er nach Paris und lebte dort wahrscheinlich bei Verwandten. Er muss um 1660 bereits eine angesehene Orgelstelle gehabt haben, denn 1661 hatte er einen so ausgezeichneten Ruf, dass er anlässlich einer Orgelbegutachtung mit Konzert in Troyes als "berühmter Organist von Paris" bezeichnet wurde. Seit dem 18. Dezember 1664 wirkte er als Organist an Saint-Merry. Als Krönung seiner Organisten-Laufbahn wurde er im Jahre 1678 zu einem der vier Hoforganisten in Versailles bestellt, neben Guillaume-Gabriel Nivers, Jean-Baptiste Buterne und Jacques Thomelin. In diesen Jahren war Lebègue als Organist, Komponist und Lehrer hoch angesehen; zu seinen Schülern zählten Nicolas de Grigny, François d’Agincourt, Jean Nicolas Geoffroy und Pierre Dandrieu, Onkel des berühmteren Jean-Francois Dandrieu. Als Orgelsachverständiger wurde Lebègue nicht nur an Kirchen in Paris konsultiert, wie z. B. am Invalidendom (1679), sondern kam auch herum bis nach Bourges, Chartres (1671), Soissons (1680), Laon (1697) und Blois (1699). In den 1690er-Jahren verließ ihn allerdings das Glück. Durch einen Betrüger verlor er einen beträchtlichen Teil seines Vermögens und geriet in finanzielle Schwierigkeiten, auch gesundheitliche Probleme stellten sich ein. Er blieb jedoch bis zu seinem Ableben aktiv und konnte sich der Anerkennung seiner Zeitgenossen sicher sein.
Laut dem Inventar, das nach seinem Tode erstellt wurde, besaß er ein Cembalo von Denis, eine Theorbe, eine Bass- und eine Diskant-Gambe, und eine Violine.

## Werk

### Pièces de clavecin
Lebègue schuf vorwiegend Werke für Tasteninstrumente und zeigte darin eine auffällige Gabe für wohlklingende und oft eingängige Melodien. Es liegen zwei Bücher Pièces de clavecin (1677 und 1687) vor, die insgesamt elf Cembalo-Suiten enthalten. Sein Cembalostil wirkt anmutig und grazil, durchsichtiger und leichter als der des etwa gleichaltrigen d'Anglebert, mit einer gewissen Betonung hoher Lagen, besonders im zweiten Buch. Es ist möglich, dass der Interpret einige Verzierungen ergänzen darf oder muss, besonders im zweiten Buch, das in dieser Hinsicht etwas skizzenhaft wirkt.
Ein Verdienst Lebègues bestand darin, dass er als Erster versuchte, die typisch französische, quasi improvisatorische Gattung des Prélude non mesuré auch für Laien oder Anfänger verständlich aufzuschreiben, im Gegensatz zu der bis dahin üblichen rein weißen Notation, wie sie z. B. von Louis Couperin überliefert ist, und die den uneingeweihten Spieler vor relativ große Interpretations-Probleme stellt. Im Vergleich zeigen die Suiten seiner beiden Cembalobücher einige wichtige Unterschiede im Aufbau: Die Suiten von 1677 beginnen mit einem Prélude und haben alle zwei verschiedene Couranten, die z. T. mit "grave" oder "gaye" bezeichnet sind, und manchmal ein Double haben – sie entsprechen damit noch einer traditionellen Suitenform mit zwei bis drei Couranten, wie sie von Chambonnières, Louis Couperin und d'Anglebert gepflegt worden war und wurde.
Das zweite Buch von 1687 scheint ähnlich wie das zweite Orgelbuch eher für Anfänger gedacht: Die Préludes fallen weg, Lebègue bringt pro Suite nur noch eine Courante (ohne Bezeichnung und ohne Double), und auch die fugierten Giguen sind bis auf eine Ausnahme verschwunden. Die Allemanden haben einen neuen, fließenderen Stil, häufig mit Sechzehntelgirlanden.
Die Bourrée verwendete Lebègue in beiden Büchern als erster und fast einziger der Clavecinisten. Er gilt auch als der erste, der nachweislich den Begriff "Suite" gebrauchte (1687).

### Orgelwerke
Daneben veröffentlichte Lebègue drei Livres d'Orgue:
- Les pièces d'orgue (1676): 8 Orgelsuiten in den acht Kirchentönen,
- Second livre d'orgue (1678): Eine Orgelmesse und Magnificatvertonungen,
- Troisième livre d'orgue (1685): 10 Offertorien, 8 Élévations, 9 Noëls (Weihnachtslieder), 4 Symphonies und das Charakterstück Les cloches (Die Glocken).

Dazu kommen weitere einzelne Werke in verschiedenen Sammlungen. Das erste Buch war laut Lebègues Verleger "für die Kenner" ("...pour les sçavans..."), es hatte also einen höheren Kunstanspruch, während das zweite Buch der Orgelmessen "...für alle verständlich..." ("...intelligible à tous...") sein sollte. Der Komponist habe sich daher "...gezwungen, das große Feuer, das sein Spiel gewöhnlich begleite..." zu dämpfen. Die Messen und Magnificats sind daher einfacher, kürzer und ohne obligates Pedal.
Lebègue gehört mit Gigault und Nivers zu den Komponisten, die die typisch französische Orgelmusik des Barock besonders geprägt oder 'erfunden' haben, mit häufig exakten Vorschriften zur Registrierung und einer Ausbildung einer ganzen Reihe von Satztypen, wie: Fugue, Récit, Dialogue, Duo, Trio, Basse (de trompette), Echo, Plein jeu. Dabei scheint Lebègue in Frankreich der Erste gewesen zu sein, der dem Pedal eigenständige Aufgaben zuwies, z. B. in seinen Trios à 3 claviers oder in der Gattung der Tierce (oder Cromhorne) en taille. Bei letzteren spielt die linke Hand eine verzierte Solostimme in Tenor- bzw. Altlage auf dem genannten Register (Tierce oder Cromhorne), mit Begleitung der rechten Hand auf einem anderen Manual und des eigenständigen Pedals. Dieses Genre wurde vermutlich von Lebègue erfunden (1676).

### Vokalmusik
Lebègue schrieb auch einige Vokalwerke: Erhalten sind ein Hymnus und eine Motettensammlung (Motets pour les principales festes de l'année, in Paris 1687), die er für die Nonnen des Benediktinerkonvents Val-de-Grâce komponierte; dabei beschränkt sich die begleitende Orgel nicht nur auf Continuo-Aufgaben, sondern wird streckenweise konzertierend geführt.

## Weblinks

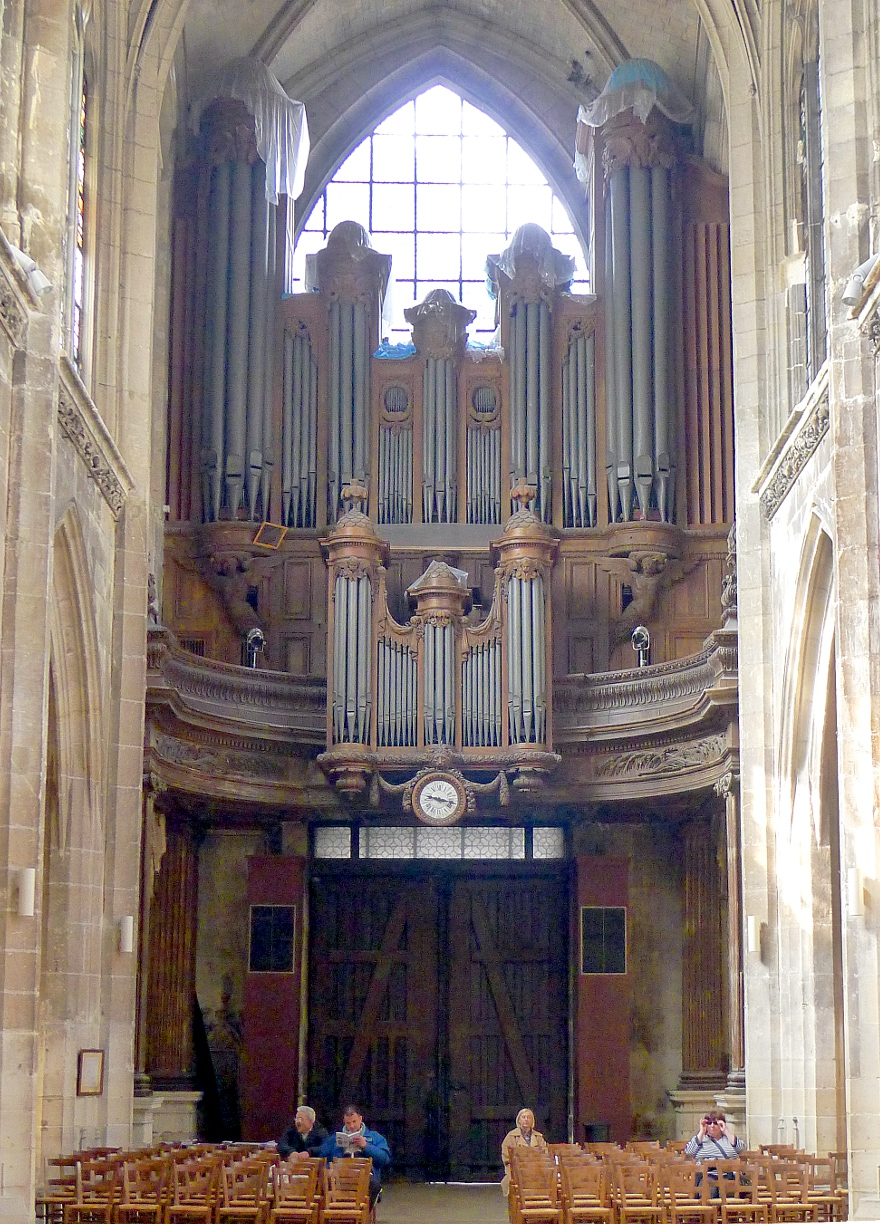
Die Orgel von Saint-Merry in Paris, Anf. 21. Jhdt.